# ماساكي ايماي
ماساكي ايماي (باليابانية: 今井正明) هو اقتصادي ياباني، ولد في 1930 في طوكيو في اليابان.
تخرج من القسم الأمريكي للفنون الحرة بجامعة طوكيو عام 1955. منذ عام 1957، مكث في الولايات المتحدة لمدة خمس سنوات تقريبًا كمترجم فوري لمركز الإنتاجية الياباني. - مرافقة فريق تفتيش شركة أمريكية مكون من كبار الشركات اليابانية كمترجم فوري. عاد إلى اليابان في عام 1961 وأنشأ معهد كامبريدج للأبحاث في العام التالي، وأصبح المدير التمثيلي له. منذ ذلك الحين، ولأكثر من 20 عامًا، شارك في تعيين الإدارة العليا والاستشارات للشركات للحصول على ميزة تنافسية. وفي عام 1985، أسس معهد كايزن ،  يُعرف ماساكي إيماي بأنه أب التحسين المستمر